# Emilio Villoresi
Emilio »Mimi« Villoresi,  italijanski dirkač, * 1914, Milano, Lombardija, Italija, † 20. junij 1939, Monza, Italija.
Emilio Villoresi se je rodil leta 1914 v Milanu kot mlajši brat Luigija Villoresija, s katerim sta na začetku njunih dirkaških karier skupaj nastopala na dirkah, Emilio kot sovoznik. Brata sta v letih 1935 in 1936 nastopila na dirki Mille Miglia z dirkalnikom Fiat 508CS Balilla Sport, toda brez vidnejših uspehov, zato sta kupila dirkalnik Maserati, ki sta ga izmenično uporabljala na dirkah. Emilio je v sezoni 1936 na dirki za Veliko nagrado Milana v kategoriji Voiturette zasedel drugo mesto. Uspehi so mu prinesli podpis pogodbe za Scuderia Ferrari, ki je uporabljala dirkalnike Alfa Romeo.
V sezoni 1937 je Emilio dosegel tretji mesti na dirkah za Veliko nagrado Neaplja, kjer sta ga premagala le moštvena kolega Giuseppe Farina in Clemente Biondetti, ter Veliko nagrado Genove. V sezoni 1938 je ob dominaciji nemških dirkalnikov Emilio zmagal v kategoriji Voiturette dirk Coppa Ciano in Velike nagrade Italije. Sezono 1939 je začel s tretjim mestom na dirki za Veliko nagrado Tripolija v kategoriji Voiturette, kjer je premagal tudi prva dirkača Mercedes-Benza, Hermanna Langa in Rudolfa Caracciolo. Naslednji mesec pa se je na testiranju dirkalnika Alfa Romeo 158 Alfetta za Enza Ferrarija na dirkališču Autodromo Nazionale Monza smrtno ponesrečil. 